# 路西法

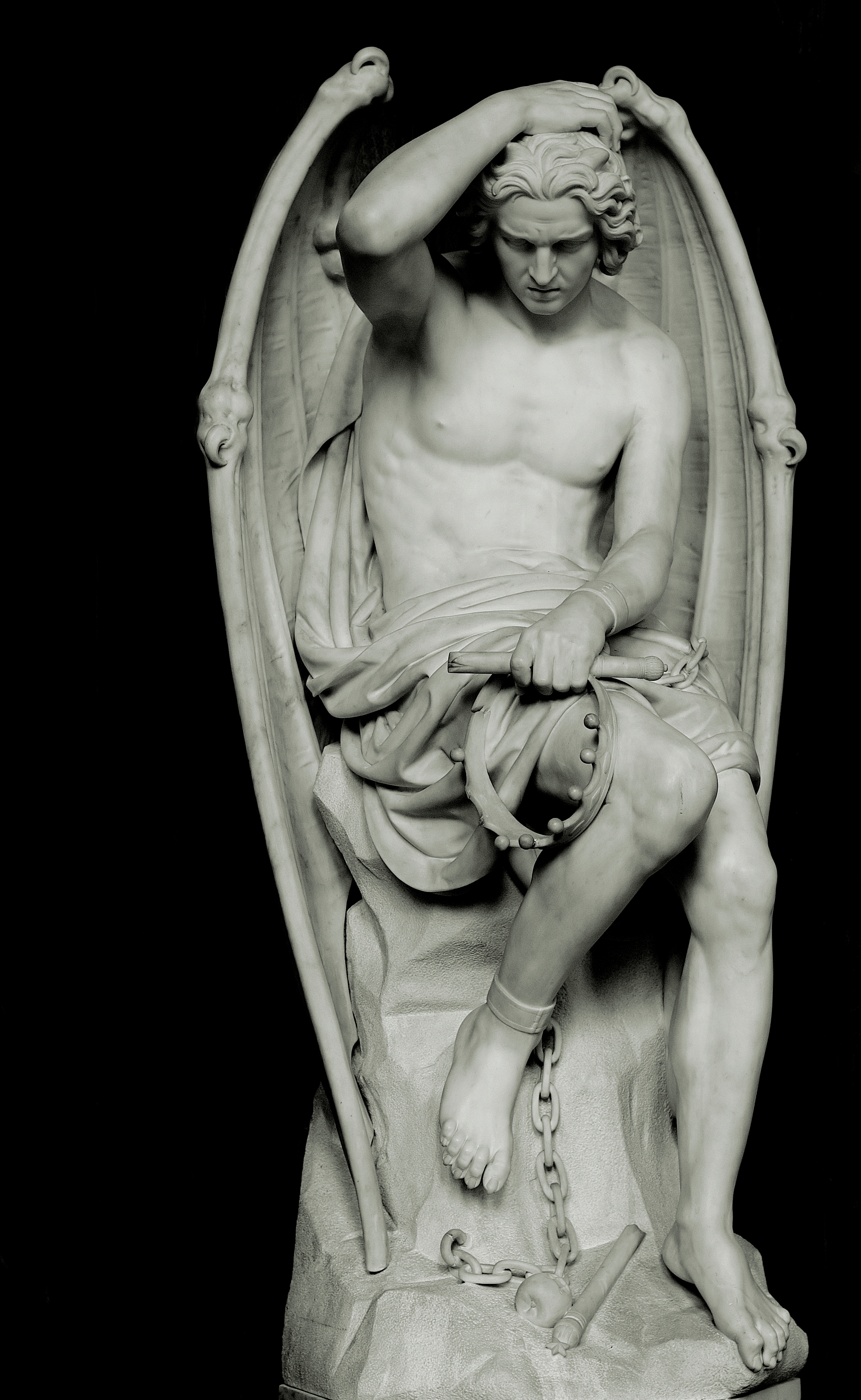
《惡之靈魂》，位於比利時列日主教座堂。

路西法（拉丁語、英語：Lucifer；Luyirferre），基督教與猶太教名詞，出現於《以賽亞書》第14章第12節。路西法也是七原罪中的傲慢之罪。

## 字源
「路西法」（Lucifer）出現於《以賽亞書》第14章第12節，希伯來語為（helel），而在聖經中，這個字只出現過這一次。
七十士譯本將它譯為古希臘語（heōsphoros），字面意思為黎明使者，即黎明時分出現的金星，又稱啟明星。武加大译本將它譯為拉丁語，由lux（光，所有格lucis）和ferre（帶來）所組成，意思是「光之使者」。

## 聖經译本中的路西法
|                                                    | 明亮之星，早晨之子啊，你何竟從天墜落？你這攻敗列國的何竟被砍倒在地上？你心裏曾說：我要升到天上；我要高舉我的寶座在神眾星以上；我要坐在聚會的山上，在北方的極處。我要升到高雲之上；我要與至上者同等。然而，你必墜落陰間，到坑中極深之處。 |
| ——《以賽亞書》第14章第12节至第15节参（和合本聖經） | |

|                                                    | 朝霞的兒子──晨星！你怎會從天墜下？傾覆萬邦者！你怎麼也被砍倒在地？你心中曾說過：「我要直沖霄漢，高置我的御座在天主的星宿以上；我要坐在盛會的山上，極北之處；我要升越雲表，與至高者相平衡！」然而，你卻下到了陰府，深淵的極處。 |
| ——《以賽亞書》第14章第12节至第15节参（聖經思高本） | |

上述經文中的「明亮之星」或「晨星」即是「Lucifer」的中譯。而現存的英語版聖經中，只有欽定版聖經使用「Lucifer」，其他版本多使用「morning star」或類似的譯名。由於舊約聖經的作者群尚未有所謂的「邪惡天使」的概念，因此這裏的「明亮之星」或「晨星」就是指路西法。路西法等於魔鬼的說法是因為上述文字受到錯誤解讀所導致。原文中的「明亮之星」或「晨星」（希伯來語：הֵילֵל，helel），在希伯来语指的即是晨星（金星），用來影射巴比伦的君王尼布甲尼撒。而在彼得后书1:19及它处，路西法也都是指晨星，与恶魔毫无关系。在启示录22:16中，耶稣自身被称为晨星。
以赛亚在预言裡吩咐以色列人讥讽巴比伦王时，提到「明亮之星」或「晨星」。这节经文主要是针对新巴比伦帝国的。凡看見你的都要定睛望你，留意看你，說：「就是這個人嗎？他使大地顫抖，使列國震動⋯⋯」显然，「明亮之星」或「晨星」所指的是人。
圣经用显赫的称呼来指巴比伦王，因为巴比伦王是在国家陷落以后，才被讥讽为「明亮之星」或「晨星」的。巴比伦的统治者妄自尊大，把自己抬高置于邻国之上。巴比伦十分嚣张放肆，甚至夸口：「我要升到天上；我要高舉我的寶座在神眾星以上；我要坐在聚會的山上，在北方的極處。我要升到高雲之上；我要與至上者同等。」
圣经把大卫王系的君王比作星。从大卫开始，这些「星」在锡安山施行统治。所罗门在耶路撒冷建造圣殿后，锡安这个名称就用来代表整个耶路撒冷城。律法之约规定，所有以色列的男子必须每年上锡安三次。所以，锡安成了「盛会之山」。尼布甲尼撒决心征服犹太，把他们从锡安山赶走，他的行动摆明他要凌驾上帝手下的「星」。他打败了以色列王，却没有把功劳归给耶和华，反之，把自己置于耶和华的位置上。因此，新巴比伦帝国陷落后，圣经就把巴比伦王讽刺为「明亮之星」。
巴比伦统治者骄傲自大，反映了魔鬼撒但的态度。魔鬼同样渴求权力，妄图凌驾耶和华上帝之上。不过，「明亮之星」却不是圣经对魔鬼的称呼。

## 古希臘羅馬時代的路西法
在古希臘神話中，路西法名為晨曦之星福斯福洛斯，拉丁文譯為路喀斐耳／路西菲尔，意為「带来破晓之人」），即晨星，是黎明前除了月亮之外在天空中最亮的星体。
古羅馬天文學家發現，晨星與金星（Venus）實為同一顆星，因此有不少詩人將愛神「Ivno」又名「路西法」。另有一说指路西法是古罗马的神，形象是一持火炬的神。

## 故事中的路西法
以赛亚书中的拉丁文译本中所包含的「路西法」这个词，究竟具体何时开始指代撒旦，并不能确定。最早是由中世纪的教父，如耶柔米，將路西法指為魔鬼坠落前的名字。但亦有一些学者称，最早将路西法确认为恶魔的是3世纪的神学家俄利根、特土良和希波的奥古斯丁。这用法是如此的普遍，以至於当米爾頓写《失樂園》时，很自然地用了路西法作為魔鬼的本名。
根據《失樂園》，路西法在未墮落前，他由於過度驕傲而忘記祂是一個天使，意圖與神同等。有一天，上帝帶聖子巡游天界，讓眾天使向聖子下跪參拜；路西法因為不滿上帝讓其向聖子下跪，率領天界三分之一的天使叛變，路西法極端驕傲和自信祂可以推翻上帝。不過，路西法和祂的軍隊都失敗了，因而被放逐並失去了過去所擁有的榮耀，結果被逐出天堂，墮落成魔鬼（撒旦）。路西法在地獄重新建立了一個類似天堂的新世界，在那裡祂成為了魔王撒旦，而跟隨祂的墮落天使們則成為惡魔（demon）。
這個傳說類似中东迦南地區的一則神话：迦南人认为拂晓的明星是稱为撒赫爾的神祇，黄昏的明星是唤为撒冷的神祇，兩者為雙子神。因为妒忌荣光远胜的太阳神，撒赫爾发动叛变，而以惨败告终，并从天上被扔了下来。比较少見的傳說有著路西法的兄弟是米迦勒或基督的说法，可能就是源自於撒赫爾與撒冷為雙子神的關係。

## 文學裡的路西法

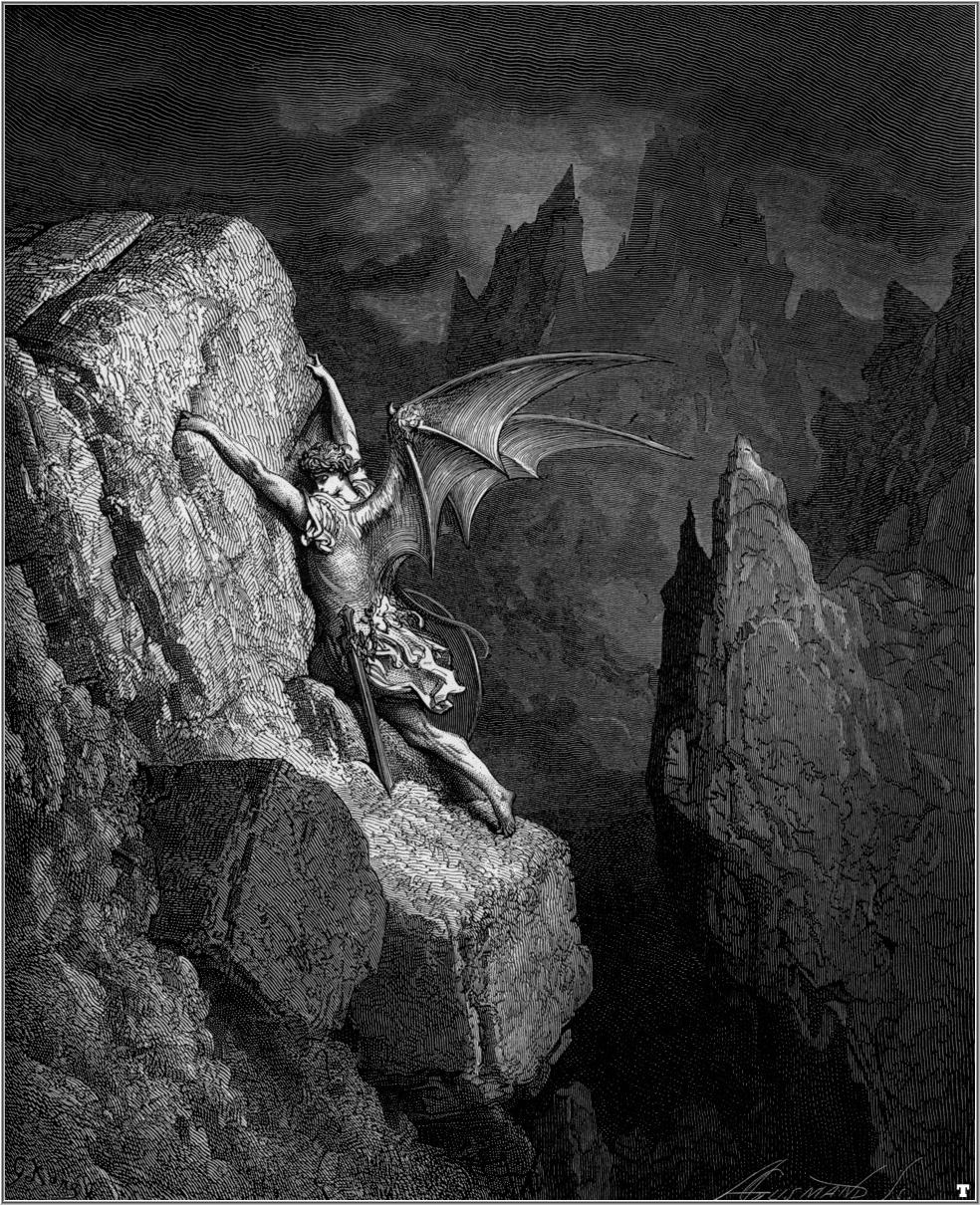
路西法的坠落。約翰·米爾頓的《失樂園》中的插畫，1866年

在但丁的《神曲》與約翰·彌爾頓的《失乐园》之中，都是说路西法因为拒绝臣服于圣子基督，率天众三分之一的天使于天界北境起兵反叛。经过三天的天界剧战，路西法的叛军被基督击溃，在浑沌中坠落了九个晨昏才落到地狱。此后神创造了新天地和人类，路西法为了复仇兼夺取新天地，乃化为蛇潜入伊甸园，引诱夏娃食用了禁忌的知善恶树之果实，再利用她引诱亚当也犯下了这违抗神灵的罪。于是路西法如愿使神的新受造物一同堕落，而且为诸魔神开启了通往这新世界的大门，自此罪、病、老、死終於遍布地面。

## 現代文化的路西法
在現代文化的遊戲、漫畫及動畫影響之下，路西法常被用於作為一位強大的魔王或是惡魔的統領，作為遊戲的最後頭目抑或是在漫畫中作為魔族的君王或者元帥。在各種的遊戲的發揮之下，路西法也有千變萬化的樣貌。例如2016年由美國霍士電視播出的電視劇《魔鬼神探》，就是以路西法作為主角。另外路西法也於知名手遊龍族拼圖、怪物彈珠、神魔之塔、時空之門、Crash Fever、闇影詩章、閻王不高興中以卡牌形式出現。且近幾年對於路西法和撒但的關係，也是以撒但為路西法的稱號為主。此外，在地獄客棧中以身份主角的父親出現（七戒中的傲慢的領主，也是地獄的創辦者）。

## 画廊

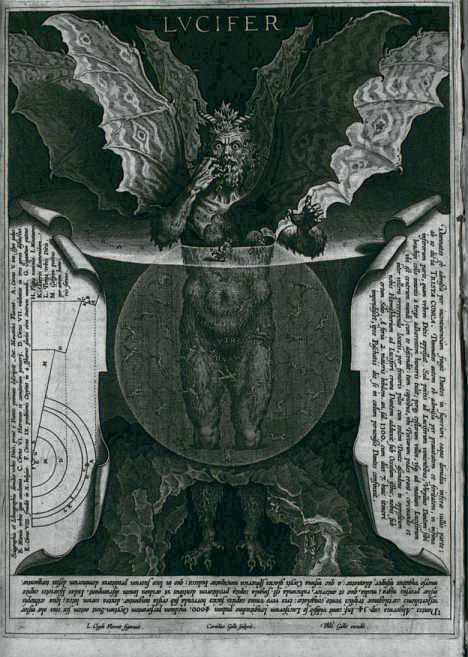
路西法，Alessandro Vellutello（1534）绘，但丁的《神曲》之地狱篇第34章
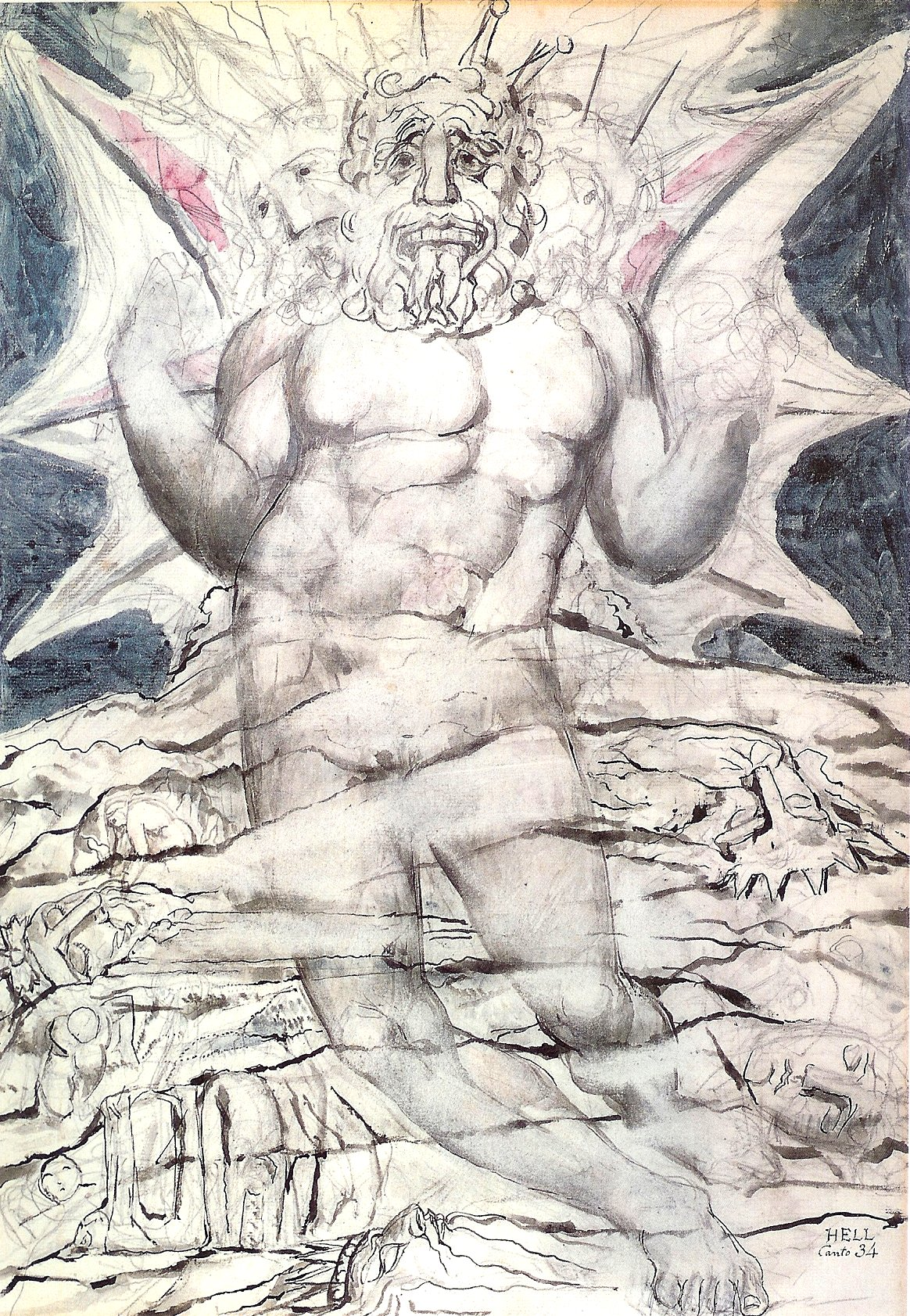
路西法，威廉·布萊克绘，但丁的《神曲》之地狱篇第34章
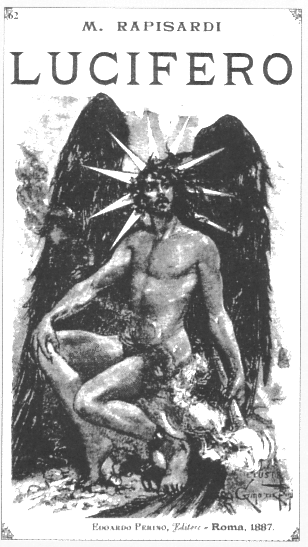
Mario Rapisardi（英语：Mario Rapisardi）的诗集《Lucifero》1887年版的封面
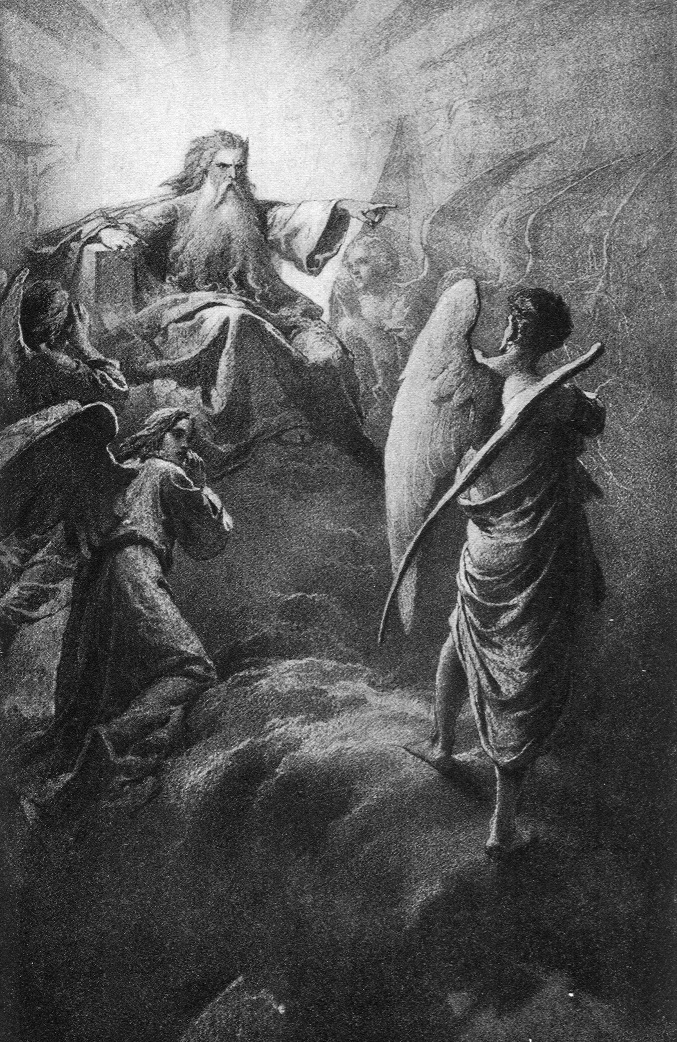
Lucifer before the Lord（主前的路西法），Mihály Zichy（英语：Mihály Zichy）（19世纪）绘
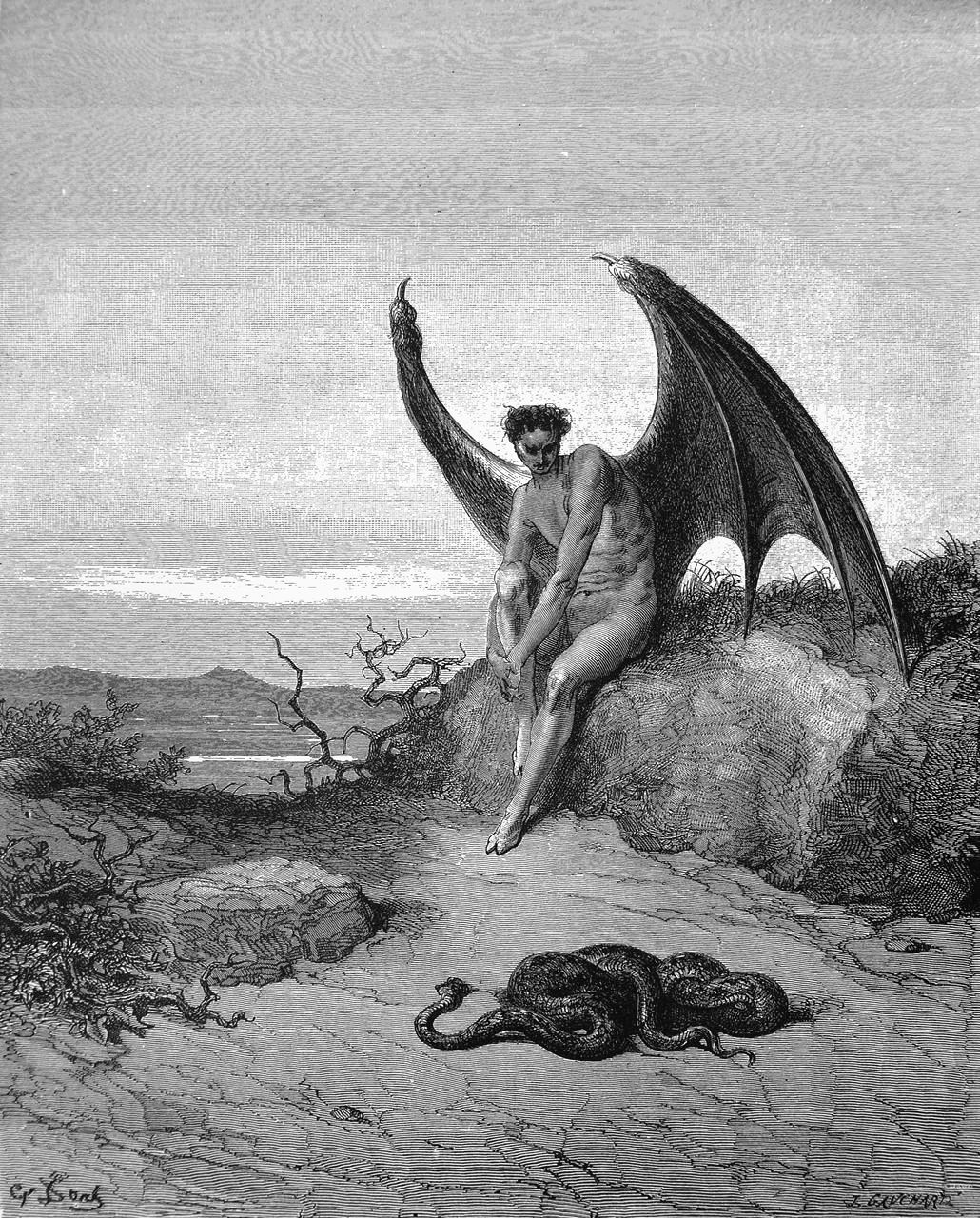
古斯塔夫·多雷失乐园，第九卷179–187插图
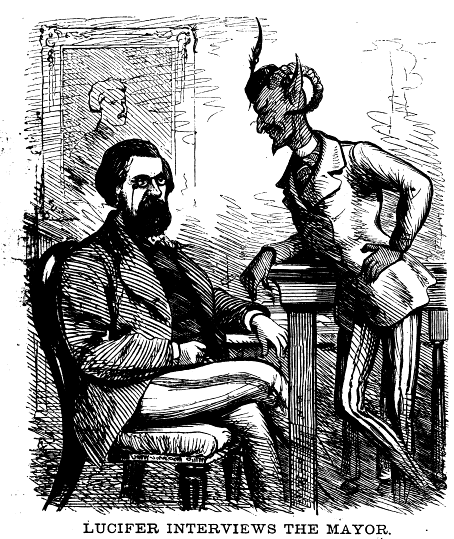
Mayor Hall（英语：A. Oakey Hall） and Lucifer，作者未知（1870）
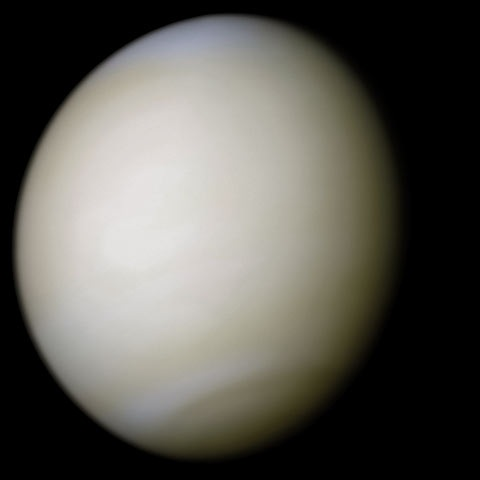
金星，或称晨星（拉丁文Lucifer，即路西法），或称昏星/长庚星（拉丁文Hesperus）